# L'Aimable Faubourien
L'Aimable Faubourien sous-titré journal de la canaille est un bihebdomadaire français publié du 1er juin 1848 au 15 juin 1848.

## Histoire
Fondé par Auguste Poulet-Malassis, presse sociale et ouvrière paraissant le jeudi et le dimanche à Paris, il n'a connu que 5 numéros. Le titre reprend textuellement, sur le mode de la raillerie, l’expression de Louis-Philippe sur « la très turbulente population de Paris et ses aimables faubourgs… ».
Vendu dans les rues à la criée, les crieurs disaient : « Vendu par la crapule et acheté par les honnêtes gens ». Ce journal à l’idéologie marquée très à gauche, aux polémiques très vives, ne manquait ni d’esprit ni de sens politique. La dernière phrase de son dernier numéro du 15 juin 1848, était prémonitoire : « La révolution de Février, comme sa sœur la révolution de Juillet, est une révolution escamotée. »
Lors de la proclamation de l’état de siège, au milieu de la révolte des ouvriers parisiens protestant du 22 au 26 juin 1848, contre la fermeture des ateliers nationaux, le journal est supprimé et son propriétaire arrêté. On veut le fusiller, mais il est sauvé par son compatriote, le peintre Oudinot de la Faverie ; il ne sortira de prison que le 23 décembre 1848, sur l’intervention de son député Druet-Desvaux.
En mai 1849, parait, à la Propagande démocratique et sociale, rue des Bons-Enfants, un pastiche ambitionnant de continuer l’ancienne feuille, intitulé l’Aimable Faubourien, journal des gens honnêtes, signé  Arthur Hubbard, qui n’a eu qu’un seul numéro. 